# Эдикур, Бонна де Понс
Бонна де Понс, маркиза д’Эдикур (фр. Bonne de Pons, marquise d'Heudicourt; 1641, Пуату — 1709, Париж или Версаль) — фаворитка короля Франции Людовика XIV (1665 год), также известная как мадам д’Эдикур или Grande Louve (великая волчица, производное от названия должности её супруга Grand Louvetier de France, Великого ловчего Франции). Рождённая протестанткой, как и мадам Ментенон, она перешла в католическую веру чтобы вопрос веры не отталкивал молодых людей католиков.
Она доводилась племянницей маршалу Франции Сезар-Фебу д’Альбре (чья бабушка была из рода Понсов), двоюродной сестрой мадам Монтеспан и Мари-Анны де Ла-Тремуйль, а также подругой мадам де Ментенон.

## В милости

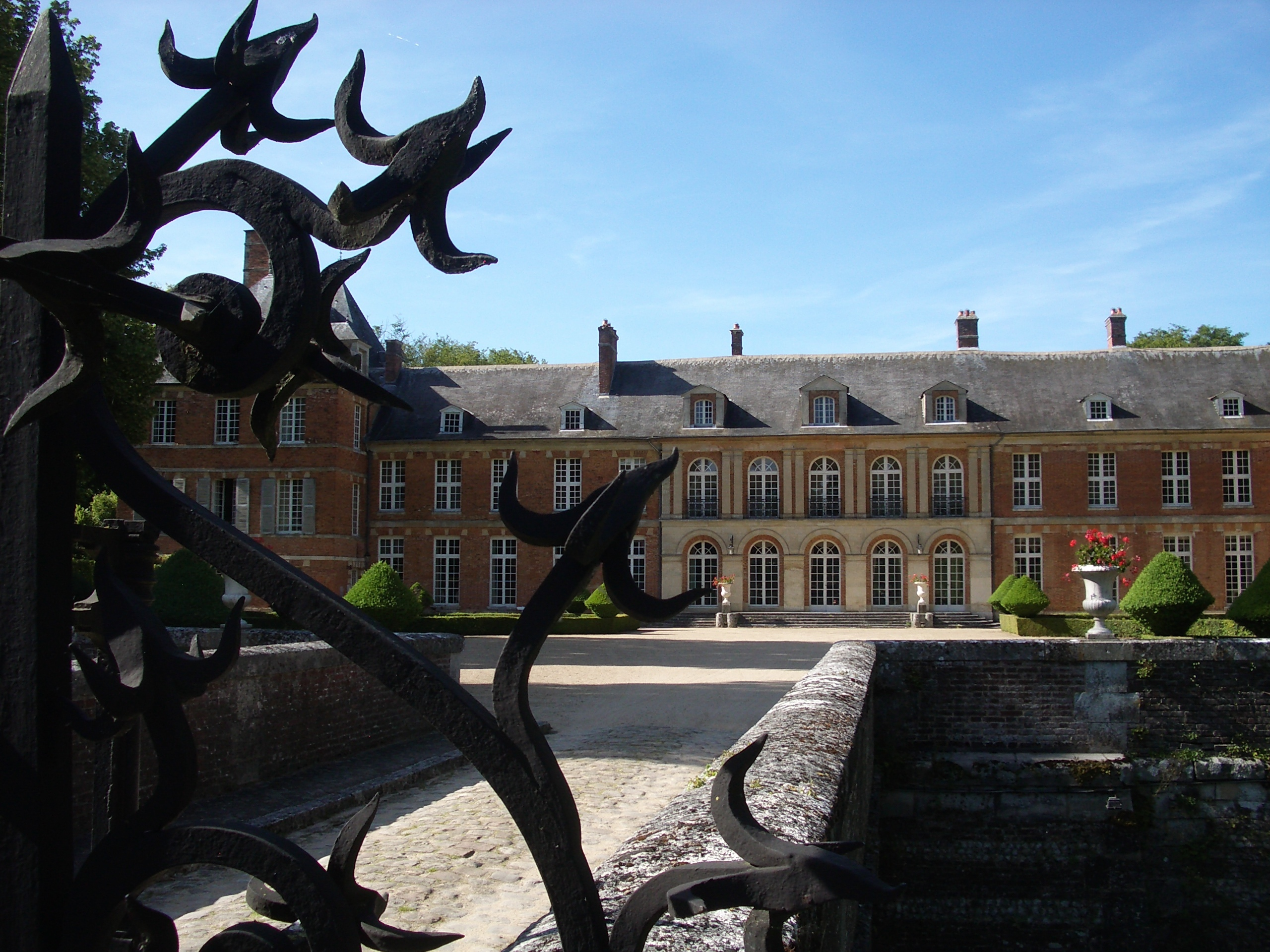
Эдикурский дворец, где жила фаворитка

Призванная ко двору молодого короля Людовика XIV благодаря стараниям искушённого в придворных интригах маршала д'Альбре и по протекции брата короля, Филиппа I Орлеанского, она первое время была фрейлиной королевы Марии Терезии, но очень скоро стала фавориткой самого короля (1665 год). Тем не менее, ей было 24 года, она не имела существенного влияния при дворе и в конце концов была отправлена в Париж по настоянию супруги маршала, которая сослалась на болезнь маршала.
Бонна, прибыв в Париж, обнаружила обман и осмелилась признаться Франсуазе д'Обинье, будущей мадам Ментенон. Находясь вдалеке от двора, уже в следующем, в 1666 году, она вышла замуж за маркиза д'Эдикура Мишеля Сюбле, Великого ловчего Франции, получив прозвище «Великая волчица». Когда она снова появилась при дворе, король уже выбрал новую официальную фаворитку — мадам де Монтеспан. Тем не менее, Бонна осталась жить при дворе, как подруга короля, и оставалась там вплоть до своей опалы в 1672 году.

## Опала
Бонна оказалась в опале в 1672 году из-за того, что в своих письмах поведала о любовных похождениях короля и мадам де Монтеспан, а также о рождении у них ребёнка.

## Возвращение ко двору
Спустя пять лет, в 1677 году, по просьбе мадам де Ментенон, воспитывавшей незаконных детей короля и бывшей до сих пор благодарной своей подруге Бонне, устроившей её ко двору, король всё-таки согласился вернуть Бонну ко двору. «Я знаю, что у Вас, мадам, доброе сердце», говорил король мадам де Ментенон, «однако, что касается меня, я не забываю столь легко свои обиды, но поскольку я хочу нравиться только Вам одной, я позабочусь чтобы она могла вернуться...»
Вернувшись ко двору, мадам д'Эдикур сначала находилась под опекой фаворитки мадам де Монтеспан, а после её опалы попала под защиту мадам де Ментенон.

## Образ мадам д’Эдикур в кино
- Путь короля / L’allée du roi (Франция; 1996); режиссёр Нина Компанеец, в роли мадам д’Эдикур Рафаэлин Гупийо.